# بنك بيريوس
بنك بيريوس ايه أي (باليونانية: Τράπεζα Πειραιώς ΑΕ)‏ ، هي شركة خدمات مالية يونانية متعددة الجنسيات مقرها في أثينا، اليونان. أسهم بنك بيريوس مدرجة في بورصة أثينا منذ يناير 1918.
في عام 2014 بعد عمليات الاستحواذ على بنك ايه تي أي «الجيد» وبنك جينيكي، العمليات المصرفية في اليونان لبنك قبرص والبنك الشعبي القبرصي والبنك الإغريقي والاستحواذ على بنك ميلينيوم (اليونان)، مجتمعة يصل إجمالي أصول المجموعة إلى 67.4 مليار يورو، والقروض الإجمالية 60.3 مليار يورو، منها 56% من حالات عدم الأداء، ونسبة التغطية 52% (إجمالي القروض: اليونان 57.9 مليار يورو و 2.4 مليار يورو في الخارج) ودائع العملاء 42.7 يورو مليار (اليونان: 40.9 مليار يورو و 1.8 مليار يورو في الخارج) بالإضافة إلى تمويل من البنك المركزي بقيمة 10 مليارات يورو، بما في ذلك أي ال ايه بقيمة 6 مليارات يورو (البيانات 31/12/17).
جنبا إلى جنب مع نموه العضوي خلال عقود 1990 و 2000، قام بنك بيريوس بسلسلة من التحركات الإستراتيجية التي تهدف إلى تأسيس وجود قوي في السوق المحلية. وهكذا، في عام 1998، استوعب البنك أنشطة تشيس مانهاتن في اليونان، وتولى السيطرة على حصة في بنك مقدونيا تريس واشترى بنك كريدي ليونيه فرع اليونان المتخصص. في بداية عام 1999، استحوذ البنك على بنك زيسوس بنك واستوعب أنشطة بنك وستمنستر الوطني في اليونان. في يونيو 2000، استوعب البنك اثنين من البنوك التجارية في اليونان (بنك مقدونيا تريس و زيسوس بنك). في عام 2002، استحوذ بنك بيريوس على بنك التنمية الصناعية اليوناني الذي تم دمجة به في ديسمبر 2003.
يقدم هيكل المساهمين فيها تنوعًا كبيرًا (إجمالي عدد المساهمين المشتركين c.30k). اعتبارًا من مارس 2018، يمتلك صندوق الاستقرار المالي اليوناني 26% من الأسهم العامة المعلقة، في حين يحتفظ القطاع الخاص (الكيانات القانونية والأفراد) بنسبة 74% المتبقية.

## أنشطة
بنك بيريوس هو بنك عالمي يقدم مختلف الخدمات المصرفية.
من الناحية التاريخية، أصبح البنك يدعم الشركات الصغيرة والمتوسطة، كما أنه يمتلك الآن خبرة خاصة في مجالات الخدمات المصرفية الزراعية، وائتمان المستهلك والرهن العقاري، والخدمات المصرفية الخضراء، وأسواق رأس المال، والخدمات المصرفية الاستثمارية، والتأجير، والخدمات المصرفية الإلكترونية.

### مجموعة بنك بيريوس
يشكل بنك بيريوس وفروعه مجموعة بنك بيريوس.

## التاريخ

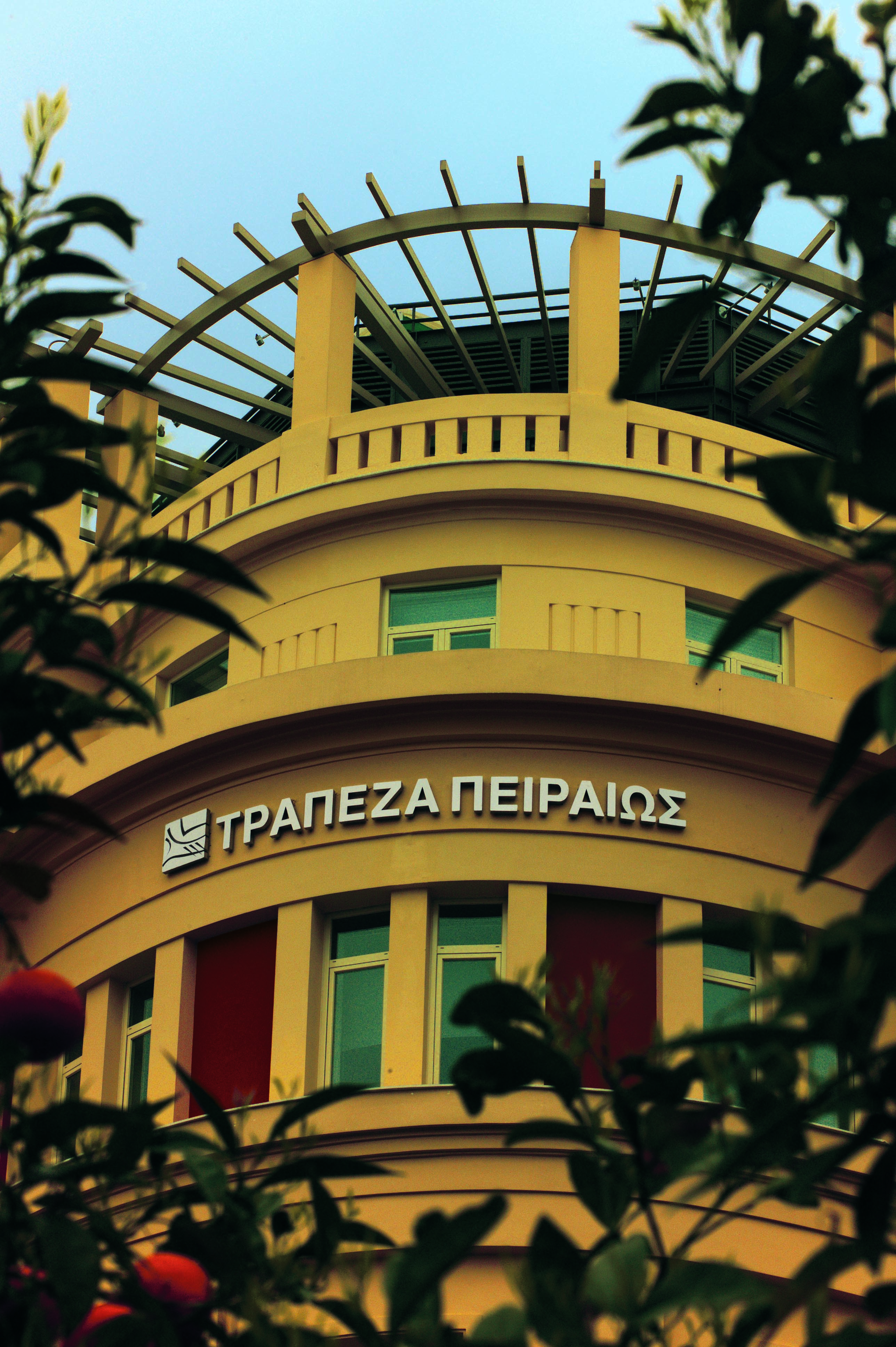
المبنى التاريخي في أثينا

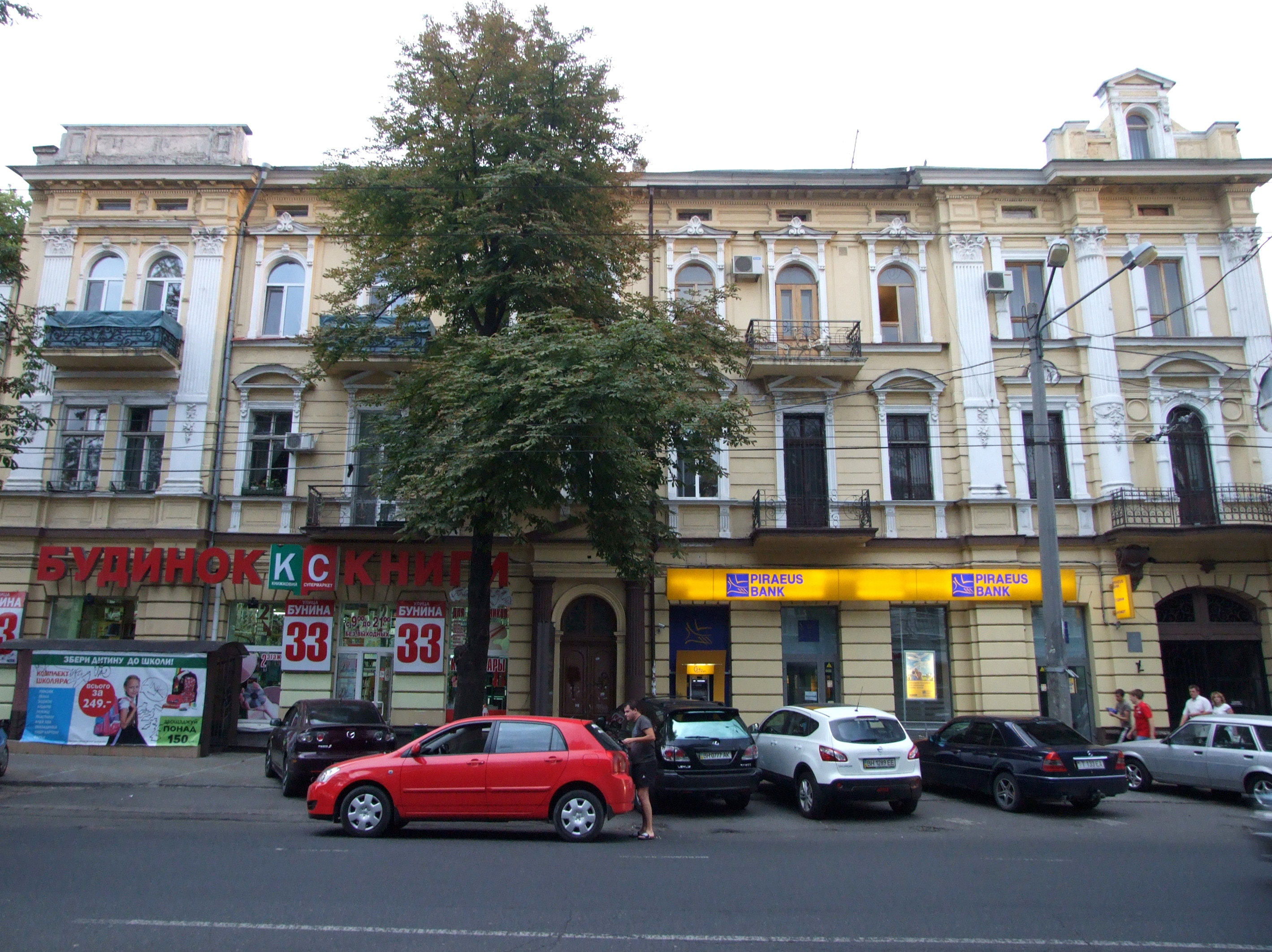
بناء في أوديسا، أوكرانيا

أسست مجموعة من مالكي السفن في بيرايوس بنك بيري (بنك بيريوس؛ بي بي) في عام 1916 لتمويل التجارة. بدأ البنك التداول في بورصة أثينا في عام 1918. اشترت الحكومة اليونانية البنك في عام 1975 وحولته إلى بنك عالمي. تم بناء المقر الجديد الذي صممه السير باسل سبنس في أثينا. في ديسمبر 1991، قامت الحكومة بخصخصة البنك الذي نما من حيث الحجم والنطاق منذ ذلك الحين.

### التوسع والتوحيد
في عام 1995، أنشأت المجموعة بنك بيريوس رومانيا مع 160 فرعا وبعد عام واحد تيرانا بنك، أول مؤسسة مصرفية خاصة في ألبانيا مع 56 فرعا. في عام 1999 مع الاستحواذ على Xiosbank، استحوذت PB على فرع Xios في صوفيا، بلغاريا؛ لديها الآن حوالي 83 فرعا في البلاد. كما استحوذ على بنك ماراثون الوطني الصغير في نيويورك وانتربنك. اندمجت بين البنوك في بنك ماراثون.
في عام 1998، استوعب البنك شبكات الفروع اليونانية لبنك تشيس مانهاتن، كريدي ليونيه، واكتسب حصة مسيطرة في بنك مقدونيا - تراقيا. وبعد ذلك بعام أضافت أنشطة بنك ناشيونال وستمنستر واكتسبت (بنك شيوس) الذي استوعبه بالكامل مع بنك مقدونيا - تراقيا. في عام 2002، وقع بنك بيريوس تحالفًا إستراتيجيًا مع مجموعة إي إن خي (التأمين المصرفي). في عام 2005، استحوذت على يورو بنك، بنك أطلس في صربيا، البنك التجاري المصري في مصر. في عام 2007، توسعت في أوكرانيا عن طريق الاستحواذ على بنك التجارة الدولي (أعيد تسميته باسم بنك بيريوس الدولي) وأسست بنك بيريوس قبرصي عن طريق الاستحواذ على البنك العربي في قبرص.
في عام 2002، استوعب البنك 58% من (بنك التنمية الصناعية اليوناني). بدأ أيضًا تحالفًا إستراتيجيًا مع مجموعة إي إن خي، التي استحوذت على حصة 5% في بنك بيريوس. في عام 2006، باع PB إلى مجموعة إي إن خي حصتها في شركة صناديق استثمار مشتركة. يستمر التعاون عبر شركة ضمان البنوك أي ان خي بيريوس.
في عام 2005، استحوذ بنك بيريوس على بنك أطلس الذي يتخذ من بلغراد مقراً له في صربيا (اليوم بنك بيريوس بيوغراد به 42 فرعا)، والبنك التجاري المصري (اليوم بنك بيريوس مصر مع 43 فرع).
في عام 2007، اشترى بنك بيريوس الذراع القبرصي للبنك العربي وأطلق عليها اسم بنك بيريوس (قبرص). في 13 سبتمبر 2007، أكمل بنك بيريوس استحواذه على 99.6% من رأس مال البنك التجاري الدولي في أوكرانيا، والذي أطلق عليه اليوم اسم بيريوس أي سي بي.
في يونيو 2012، وقعت بنك بيريوس اتفاقية لنقل ملكية بنك بيريوس في شركة ماراثون المصرفية في مدينة نيويورك، واستخدم PB الأموال التي تلقاها لماراثون لتمويل الاستحواذ على البنوك اليونانية الجيدة.
في عام 2012، استحوذ بنك بيريوس على ما يسمى بالبنك الزراعي «الجيد» (الموجودات والمطلوبات المختارة) حيث حصل على مكانة رائدة في القطاع المصرفي اليوناني، استحوذ بنك بيريوس على بنك جيني سوسيتيه جنرال.
في 26 مارس 2013، استحوذت على الفروع اليونانية لبنك قبرص والبنك الإغريقي وبنك الشعب الكمبودي. في وقت لاحق، استحوذ على بنك ميلينيوم (اليونان).
في نهاية ديسمبر 2014، كان لمجموعة بنوك بيريوس حضور دولي يتكون من 370 فرعًا تركز في جنوب شرق أوروبا وشرق البحر المتوسط.
في مواجهة تحقيق أجرته المفوضية الأوروبية بشأن عمليات الإنقاذ الحكومية في أعقاب أزمة الديون الحكومية اليونانية، وتأثيرها على المنافسة في القطاع المصرفي في اليونان، في يوليو 2014، وجد أن البنك لم يحصل على ميزة تنافسية، وخطط إعادة الهيكلة للبنك تمت الموافقة عليها.
في أبريل 2015، استوعبت أيضًا الأجزاء «الجيدة» من بنك بانيلينيا اليوناني التعاوني الصغير. في مايو 2015، باعت الفرع التابع لها في مصر إلى البنك الأهلي الكويتي.
في مارس 2017، قامت مجموعة استثمارية بقيادة رجل الأعمال اللبناني موريس سهناوي باختيار عملية شراء بنك بيريوس قبرص من خلال إعادة تسمية الشركة وإعادة تسميتها باسم استرو بنك.
في سبتمبر 2017، أعلن بنك بيريوس أنه أبرم اتفاقًا لبيع عملياته المصرفية والتأجيرية الصربية لبنك بيريوس بيوغراد، إلى ديركتنا بانكا.
في ديسمبر 2017، أعلن بنك بيريوس أنه أبرم اتفاقية لبيع كامل حصته في بنك بيريوس في رومانيا.
في أبريل 2018، تم الانتهاء من بيع بنك بيريوس بيوجراد إلى ديركتنا بنك، بعد استلام الموافقات التنظيمية اللازمة.
في يونيو 2018، أكمل بنك بيريوس بيع بنك بيريوس في رومانيا. بعد استلام الموافقات التنظيمية اللازمة من قبل البنك الوطني الروماني.

## روابط خارجية
- اقتبس بنك بيريوس أثينا في بورصة بلومبرج
  - Piraeus Bank OTC اقتباس (السوق الرمادية) على BloombergBusiness